# Liste der diplomatischen Vertretungen in Benin

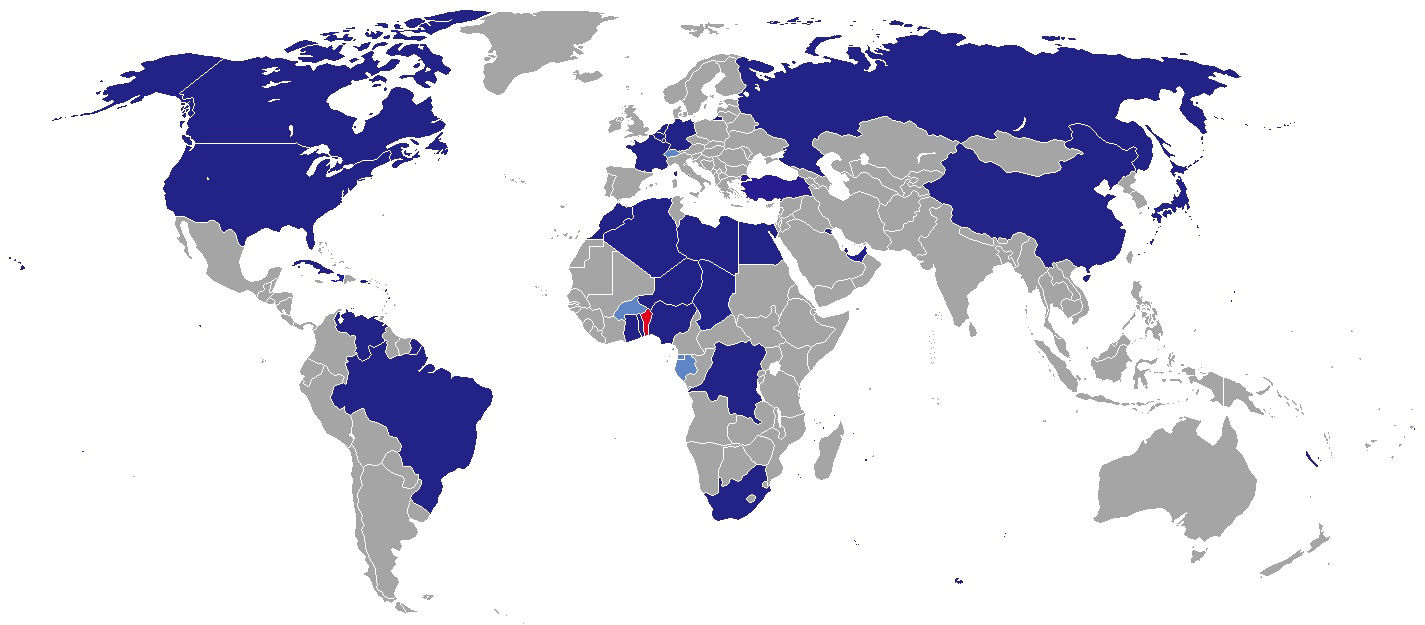
Staaten mit einer Botschaft in Benin

Die Liste der diplomatischen Vertretungen in Benin führt Botschaften und Konsulate auf, die im afrikanischen Staat Benin eingerichtet sind (Stand 2019).

## Botschaften in Cotonou
25 Botschaften sind in der Benins Hauptstadt Cotonou eingerichtet (Stand 2019).

### Staaten
| - Äquatorialguinea: Botschaft - Algerien: Botschaft - Belgien: Botschaft - Brasilien: Botschaft - Volksrepublik China: Botschaft - Kuba: Botschaft - Demokratische Republik Kongo: Botschaft - Ägypten: Botschaft - Frankreich: Botschaft - Deutschland: Botschaft - Ghana: Botschaft - Japan: Botschaft - Kuwait: Botschaft | - Libyen: Botschaft - Marokko: Botschaft - Niederlande: Botschaft - Niger: Botschaft - Nigeria: Botschaft - Katar: Botschaft - Russland: Botschaft - Südafrika: Botschaft - Türkei: Botschaft - Vereinigte Staaten: Botschaft - Venezuela: Botschaft |

### Vertretungen Internationaler Organisationen
- Malteserorden: Botschaft
- Vatikanstadt: Botschaft